# Бурунча
Бурунча́ (рос. Бурунча) — село у складі Сарактаського району Оренбурзької області, Росія.

## Географія
Знаходиться на правому березі річки Великий Ік на відстані приблизно 36 кілометрів по прямій на північ-північ-схід від районного центру селища Саракташ.

## Історія
Село засноване в 1791 генерал-лейтенантом Мансуровим, який поселив тут своїх кріпаків з Бузулуцького повіту Самарської губернії. Спочатку село називалося ще й на ім'я генерала Олександрівки. У 1796 році в Бурунчі налічувалося 15 дворів, у яких проживала 131 людина. З 1811 року починає згадуватися також сільце Богданівка, що належало колезькому асесору Андрію Івановичу Сапожнікову. Воно розташовувалося по лівому березі річки Бурунча та увійшло до складу села Бурунча у 1960-ті роки, а Бурунча — по правому. У 1901 році Бурунча значиться селом, в якому вважалося 118 дворів та 824 мешканці, тут були дерев'яна церква. У радянські часи у Бурунчі працював колгосп «Червоний прапор», а Богданівці «Червона Нива».

## Населення
Населення — 436 осіб (2010; 449 у 2002).
Національний склад (станом на 2002 рік):
- росіяни — 93 %